# Trachydium pauciradiatum
Trachydium pauciradiatum är en flockblommig växtart som först beskrevs av Pierre Edmond Boissier och Rudolph Friedrich Hohenacker, och fick sitt nu gällande namn av Karl Heinz Rechinger. Trachydium pauciradiatum ingår i släktet Trachydium och familjen flockblommiga växter. Inga underarter finns listade i Catalogue of Life.